# .uz
.uz è il dominio di primo livello nazionale assegnato all'Uzbekistan.
Originariamente amministrato dalla società tedesca Euracom, nel 2003 la gestione è stata trasferita all'Uzinfocom.